# Armstrong World Industries
Armstrong World Industries, Inc. — американская компания, производитель подвесных потолков. Офис расположен в городе Ланкастер, штат Пенсильвания.
В 2011 году чистые продажи компании составили $2,86 млрд. США, операционная прибыль — $239,2 млн. США. По состоянию на 2012 год имеет около 32 заводов и более 8500 сотрудников.

## История
Основана в 1891 году. В 2006 году была реорганизована согласно главе 11 Кодекса США о банкротстве.